# Rice Stadium
Le Rice Stadium est un stade de football américain situé sur le campus de l'Université Rice à Houston au Texas.

## Histoire
Depuis 1950, ses locataires sont les Owls de Rice (National Collegiate Athletic Association, NCAA). Sa capacité est de 47 000 places (extensible à 70 000).
Le président des États-Unis John Fitzgerald Kennedy y prononce son discours We choose to go to the Moon le 12 septembre 1962.